# LINPACK
LINPACK è una libreria software sviluppata per eseguire operazioni di algebra lineare. È stata scritta in Fortran da Jack Dongarra, Jim Bunch, Cleve Moler, e Gilbert Stewart, ed è stata sviluppata specificatamente per i supercomputer tra gli anni 70 e l'inizio degli anni 80.  La libreria è stata in gran parte superata da LAPACK, che è stata sviluppata per avvantaggiarsi delle moderne architetture.
LINPACK utilizza la libreria BLAS (Basic Linear Algebra Subprograms) per eseguire operazioni sui vettori e operazioni matriciali.
I Benchmark LINPACK sono utilizzati per misurare le  prestazioni dei computer nelle operazioni in virgola mobile. Sviluppati da Jack Dongarra questi misurano quanto rapidamente il computer risolve un sistema di equazioni lineari di classe N del tipo Ax = b, un problema molto comune in ingegneria. La soluzione si ottiene tramite l'eliminazione di Gauss e il pivot degli elementi.  Queste tecniche richiedono 2/3·N3 + 2·N2 operazioni in virgola mobile. Il risultato del test è mostrato in operazioni in virgola mobile per secondo FLOPS.
Per supercomputer a parallelismo massivo viene utilizzato High Performance Linpack, una versione portabile del Benchmark LINPACK che viene utilizzato come test per stilare la classifica TOP500, la lista dei supercomputer più potenti del mondo. Il test viene utilizzato anche per stilare la Green500, una lista che i 500 sistemi più efficienti, misurando i FLOPS per Watt. Il test viene svolto per diversi numeri di N al fine di ottenere la massima Rmax ottenibile.  Il test mostra anche il valore del problema N1/2 cioè il valore di N per il quale si ottiene un dimezzamento delle prestazioni  (Rmax/2).
Il test è stato criticato dato che non sottopone a uno stress elevato la rete di connessione dei nodi ma si concentra sulle unità di elaborazione e sulla memoria cache. Quindi sistema con molte unità di elaborazione veloci ma rete di connessione lenta (tipicamente i cluster di computer) possono ottenere elevate prestazioni mentre in molti elaborazioni reali questi mostrano prestazioni modeste.